# Жовлиев, Жавлон Ортикович
Жавлон Жовлиев (Жавлон) Ортикович Жовлиев (род. 24 июля 1991, село Гиштли, Камашинский район, Кашкадарьинская область) — узбекский прозаик и драматург. Член Союза писателей Узбекистана.
Родился 24 июля 1991 года в селе Гиштли Камашинского района Кашкадарьинской области. Окончил факультет искусствоведения и журналистики Государственного института искусств и культуры Узбекистана.
Первая книга вышла в 2019 году под названием «Икки қалб учрашуви» (Встреча двух сердец). Такие рассказы, как «Бухара, Бухара…», «Лобар, лобар, лобарим менинг» впервые сделали молодого писателя популярным среди читателей.
«Озодлик» (Свобода), «Ассалому алайкум ёхуд Мьянма фожиаси» рассказы известны.
Автор романа-бестселлера 2021 года «Қўрқма» (Не бойся). Роман посвящён трагической судьбе молодых людей из Туркестана, в 1920-х годах отправленных на учёбу в Германию и репрессированных в 1930-е годы.
Обладатель медали Президент Республика Узбекистана «Келажак бунёдкори» (Созидатель будущего).
Победитель премии «Tahsin» (2021) Tahsin mukofoti
В мае 2021 года роман получил награду Афганистана «Золотое перо».
Его произведения переведены на русский, английский, турецкий, персидский, казахские, азарбайжанский языки.